# Nooit meer oorlog
Nooit meer oorlog is een single van K3, uitgebracht op 21 maart 2022. Het is de tweede single van K3 in de bezetting van Julia Boschman, Hanne Verbruggen en Marthe De Pillecyn.

## Achtergrond
Het nummer werd uitgebracht op 21 maart 2022 in het kader van Oekraïne 12-12, een solidariteitsactie naar aanleiding van de oorlog die daar plaatsvindt.

## Videoclip
De videoclip verscheen op 17 maart 2022. Het was de tweede videoclip van K3 in deze formatie.